# Trương Siêu Siêu
Trương Siêu Siêu (tiếng Trung giản thể: 张超超, bính âm Hán ngữ: Zhāng Chāochāo, sinh tháng 12 năm 1967, người Hán) là chuyên gia nông học, chính trị gia nước Cộng hòa Nhân dân Trung Hoa. Ông là Ủy viên dự khuyết Ủy ban Trung ương Đảng Cộng sản Trung Quốc khóa XX, hiện là Thường vụ Tỉnh ủy Hà Bắc, Bí thư Thành ủy Thạch Gia Trang. Ông từng là Thường vụ Khu ủy Ninh Hạ, Phó Chủ tịch thường vụ Ninh Hạ; Phó Tỉnh trưởng Sơn Đông.
Trương Siêu Siêu là đảng viên Đảng Cộng sản Trung Quốc, hoc vị Tiến sĩ Nông học, chức danh Nghiên cứu viên. Ông có sự nghiệp xuất phát điểm là nghiên cứu kinh tế nông nghiệp rồi chuyển sang công tác địa phương ở Sơn Đông, Ninh Hạ, Hà Bắc.

## Xuất thân và giáo dục
Trương Siêu Siêu sinh vào tháng 12 năm 1967 tại huyện Tân Thái, nay thuộc địa cấp thị Trú Mã Điếm, tỉnh Hà Nam, Cộng hòa Nhân dân Trung Hoa. Ông lớn lên và tốt nghiệp cao trung ở Tân Thái, thi cao khảo vào năm 1986 và đỗ Đại học Nông nghiệp Nam Kinh, tới thủ phủ này nhập học Trường Thương mại và Kinh tế nông nghiệp từ tháng 9 cùng năm, tốt nghiệp cử nhân chuyên ngành quản lý kinh tế nông nghiệp vào tháng 9 năm 1990. Sau đó, ông tới Bắc Kinh theo học cao học toàn thời gian về kinh tế nông nghiệp ở Viện nghiên cứu sinh của Viện Khoa học Nông nghiệp Trung Quốc, nhận bằng Thạc sĩ Nông học vào tháng 7 năm 1992 rồi tiếp tục là nghiên cứu sinh sau đại học về kinh tế vĩ mô ngành nông nghiệp, trở thành Tiến sĩ Nông học vào tháng 8 năm 1995. Ông cũng là nghiên cứu sau tiến sĩ từ tháng 9 năm 1997 đến tháng 10 năm 2000 ở trường Nông nghiệp Nam Kinh. Trương Siêu Siêu được kết nạp Đảng Cộng sản Trung Quốc vào tháng 9 năm 1987 khi là sinh viên năm 2 của Nông nghiệp Nam Kinh.

## Sự nghiệp

### Nông học
Tháng 8 năm 1995, sau gần 10 năm liên tục học tập và nghiên cứu lĩnh vực nông nghiệp, Trương Siêu Siêu được Viện Khoa học Nông nghiệp phân công làm Trợ lý Nghiên cứu viên, bắt đầu sự nghiệp của mình ở đây. Giai đoạn này ông lần lượt là Phó Chủ nhiệm Phòng nghiên cứu phát triển khoa học kỹ thuật và kinh tế kỹ thuật của Sở nghiên cứu Kinh tế nông nghiệp thuộc viện từ tháng 10 năm 1996, rồi Trợ lý Sở trưởng từ tháng 3 năm 1997, kiêm Trưởng phòng Khai phát khoa học kỹ thuật từ cuối năm 1998. Tháng 12 năm 1998, ông được bổ nhiệm làm Phó Sở trưởng, Ủy viên Đảng ủy sở, giữ chức vụ này trong gần 4 năm, được phong chức danh khoa học cao nhất Trung Quốc là Nghiên cứu viên vào tháng 1 năm 2003.

### Sơn Đông
Tháng 5 năm 2000, Trương Siêu Siêu được điều đến Sơn Đông, về địa cấp thị Nhật Chiếu làm Phó Thị trưởng phụ trách khoa học kỹ thuật theo chương trình tạm thời, vẫn là Phó Sở trưởng Sở nghiên cứu Kinh tế nông nghiệp ở viện trung ương cho đến tháng 2 năm 2002 thì thôi hẳn và tập trung công tác ở địa phương. Tháng 4 năm 2003, ông được bầu vào Ủy ban Thường vụ Thị ủy Nhật Chiếu, là Phó Thị trưởng thường vụ đơn vị này. Đến tháng 7 năm 2005, ông được điều lên Chính phủ Nhân dân tỉnh Sơn Đông làm Phó Tổng thư ký, kiêm Chủ nhiệm Ủy ban Phục vụ tài chính tỉnh, tiếp tục là chủ nhiệm khi ủy ban này được đổi thành Ủy ban Công tác tài chính tỉnh, cấp chính sảnh từ cuối năm 2006. Sau đó 3 năm, ông được bổ nhiệm làm Chủ nhiệm Ủy ban Cải cách Phát triển Sơn Đông, kiêm Chủ nhiệm của 2 văn phòng kiến thiết 2 khu vực là Khu Kinh tế Xanh bán đảo Sơn Đông và Khu Kinh tế sinh thái hiệu quả tam giác Hoàng Hà của tỉnh từ tháng 5 năm 2011. Đến tháng 8 năm 2012, ông được thăng chức là Phó Tỉnh trưởng Sơn Đông, vẫn là Chủ nhiệm Ủy ban Cải Phát và quản lý 2 khu kinh tế thêm nửa năm rồi chuyển sang kiêm nhiệm là Bí thư Đảng ủy Ủy ban Quản lý Giám sát tài sản nhà nước của tỉnh.

### Ninh Hạ và Hà Bắc
Tháng 12 năm 2014, Trương Siêu Siêu được điều tới Ninh Hạ, chỉ định vào Ủy ban Thường vụ Khu ủy Ninh Hạ, giữ chức Phó Bí thư Đảng tổ, Phó Chủ tịch thường vụ của khu tự trị này, đồng thời kiêm nhiệm là Bí thư Ủy ban Công tác Đảng, Chủ nhiệm Căn cứ hóa công năng lượng Ninh Đông. Ở Ninh Hạ 7 năm, tới tháng 4 năm 2021, ông được điều tới Hà Bắc, là Ủy viên Ủy ban Thường vụ Tỉnh ủy Hà Bắc, được điều về thủ phủ Thạch Gia Trang làm Bí thư Thành ủy, Bí thư thứ Nhất Đảng khu Khu Cảnh bị Thạch Gia Trang từ ngày 26 cùng tháng. Cuối năm 2022, ông là đại biểu của đoàn Hà Bắc dự Đại hội Đảng Cộng sản Trung Quốc lần thứ XX. Trong quá trình bầu cử tại đại hội, ông được bầu là Ủy viên dự khuyết Ủy ban Trung ương Đảng Cộng sản Trung Quốc khóa XX.